# Mautam

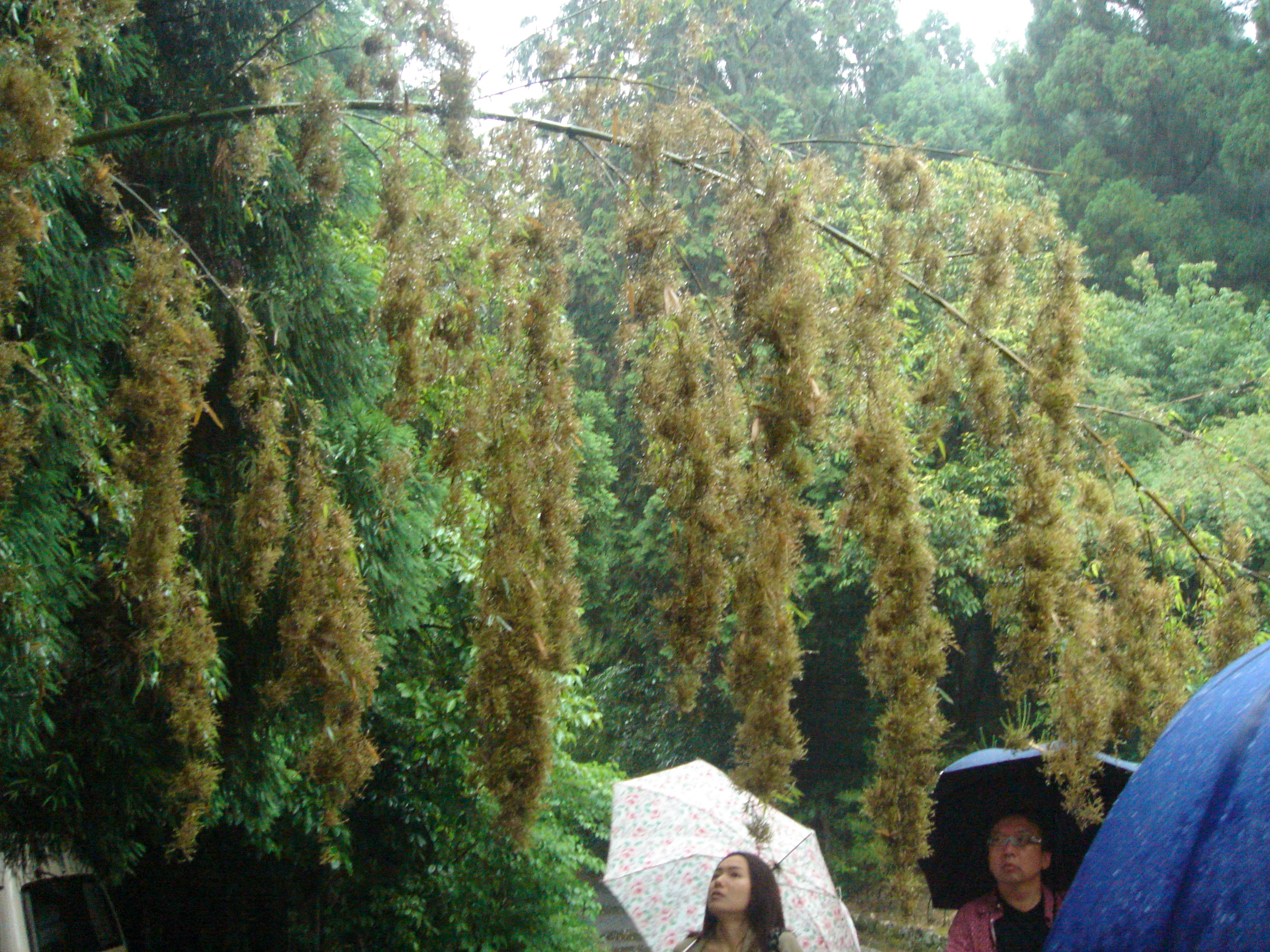
Floraison de bambous.

Le mautam (terme mizo signifiant « mort du bambou ») est un phénomène écologique cyclique qui se produit tous les 45 à 50 ans dans le nord-est  de l'Inde, dans les États du Mizoram et du Manipur, qui sont couverts sur 30 % de leur superficie par des forêts de bambous, ainsi que dans l'État Chin en Birmanie, en particulier dans les municipalités de Hakha, Thantlang, Falam, Paletwa et Matupi. 
Ce phénomène entraîne une prolifération de rats, qui à son tour crée une famine généralisée dans ces régions
Pendant la période du mautam, tous les bambous d'une même espèce, en l'occurrence Melocanna baccifera, fleurissent simultanément dans une vaste zone. Cet événement est invariablement suivi d'une invasion de rats noirs,,. Cela se produit lorsque les rats se multiplient grâce à l'aubaine que représente l'énorme quantité de fruits produite après la floraison des bambous. Lorsque les fruits des bambous sont épuisés, les rats quittent les forêts pour s'attaquer aux réserves de grains des paysans, ce qui provoque ensuite une famine dévastatrice.
Ces famines ont joué un rôle important dans l'histoire politique de la région. La plus récente vague de floraison de ces bambous a débuté en mai 2006. Dès le début, le gouvernement et les forces armées indiennes ont tenté de prévenir la famine.

## Mécanisme
Après la floraison, les bambous meurent, puis se régénèrent à partir des graines. Pendant les quelques années que dure la floraison, les rongeurs profitent des fruits disponibles en abondance. Cela provoque un essor soudain de leur population. 
La floraison pourrait avoir un  effet positif sur la fertilité, ainsi que sur l'augmentation de la taille moyenne de la portée viable des rats. Lorsqu'ils ont épuisé cette nourriture temporairement abondante, les rats se retournent contre les  cultures et les réserves de grains.

## Histoire
Selon les archives du Raj britannique,  l'État du Mizoram a souffert de la famine en 1862 et en 1911, après des vagues de floraison des bambous.
Dans chaque cas, les documents disponibles suggèrent que la floraison des bambous a entraîné une augmentation spectaculaire de la population locale de rats. Cette pullulation a conduit à des attaques contre les greniers et à la destruction des rizières, et par la suite à une année de famine.
Le mautam de 1958-1959 a entraîné la mort d'au moins une centaine de personnes, en plus de lourdes pertes de biens et de récoltes.
Se remémorant cet événement, des paysans âgés de cette région traditionnelle, la plus sous-développée du pays, ont affirmé que leurs avertissements, fondés sur des traditions populaires, ont été rejetés par le gouvernement de l'Assam, qui a ensuite gouverné ce qui est maintenant l'État du Mizoram, parce qu'il les considérait comme de la superstition.
On estime que près de deux millions de rats ont été tués et ramassés par les habitants, en échange d'une prime de 40 paisas. Cependant, même après le constat de la prolifération des rats, les mesures prises par le gouvernement pour éviter la famine ont été insuffisantes.
Cette négligence a conduit à la création du Front national Mizo contre la famine, mis en place pour porter secours aux régions les plus reculées. Cette organisation, qui devint plus tard le Front national Mizo (MNF), organisa en 1966 une révolte importante. Sous le commandement de Pu Laldenga (qui devint par la suite chef de gouvernement du Mizoram), le MNF a mené pendant vingt ans  une lutte séparatiste acharnée contre l'armée indienne, jusqu'à ce qu'un accord garantissant l'autonomie du Mizoram, érigé en État séparé, soit signé en 1986.
Zoramthanga, chef du gouvernement et ancien meneur de la guérilla, a préparé pendant deux ans le mautam prévu pour 2006. En juin 2006, l'armée indienne a été envoyée en urgence pour aider l'administration de l'État à atteindre les régions reculées.
L'administration locale a ordonné que d'autres cultures soient cultivées localement, et que l'armée fournisse des instructions pour lutter contre les rongeurs. Les paysans ont été incités à cultiver du curcuma et du gingembre, en partie comme assurance contre les variations du pouvoir d'achat, mais aussi parce que les épices sont des répulsifs contre les rongeurs.
Des proliférations régulières de rongeurs associées à la floraison des bambous (et à leur fructification subséquente) se produisent également dans les États indiens voisins d'Arunachal Pradesh, de Manipur et du  Nagaland, ainsi qu'au Laos, au Japon, à Madagascar et en Amérique du Sud. 
Le thingtam, phénomène similaire de famine récurrente, est lié à la floraison d'une autre espèce de bambou, Bambusa tulda.